# Caryanda amplipenna
Caryanda amplipenna är en insektsart som beskrevs av Yong Shan Lian och Z. Zheng 1989. Caryanda amplipenna ingår i släktet Caryanda och familjen gräshoppor. Inga underarter finns listade i Catalogue of Life.